# РАПЕКС
РАПЕКС (англ. RAPEX — Rapid Exchange of Information System) швидка система попередження у ЄС для захисту прав споживачів. Через РАПЕКС країни-члени ЄС сповіщають про шкідливі та потенційно шкідливі товари (за винятком товарів харчування та фармацевтичних товарів). У список потрапляють товари, складові яких можуть завдати шкоди здоров'ю, або технічні пристрої, в яких є небезпека удару струмом або загоряння.
Основою РАПЕКСу слугує правова лінія ЄС 2001/95/EG про загальну безпеку продуктів (RaPS), що набула чинності 15 січня 2004 року. Генеральний директор Охорони Здоров'я та Захисту Прав Споживачів у щотижневому звіті сповіщає про РАПЕКС-попередження.

## ІКСНР (ICSMS)
Обмін та зберігання інформації про висновки перевірок забезпечує Інформаційно-комунікаційна система з нагляду за ринком, англ. Information and Communication System on Market Surveillance (ICSMS). Характер ICSMS є добровільним, і держави-члени ЄС не зобов'язані використовувати його.